# Isoperla transmarina
Isoperla transmarina es una especie de insecto plecóptero perteneciente a la familia perlodidae.

## Hábitat
En su estadio immaduro es acuático y vive en agua dulce, mientras que como adulto es terrestre y volador.

## Distribución geográfica
Es encuentra en Canadá (Alberta, la Columbia Británica, Saskatchewan, Terranova y Labrador, Manitoba, Nuevo Brunswick, Nueva Escocia, Ontario, la isla del Príncipe Eduardo y Quebec) y en los Estados Unidos (Connecticut, Delaware, Iowa, Kentucky, Maine, Michigan, Minnesota, Carolina del Norte, Nueva Jersey, Nueva York, Pensilvania, Dakota del Sur, Virginia, Wisconsin, Virginia Occidental i Wyoming).